# Шкаровка

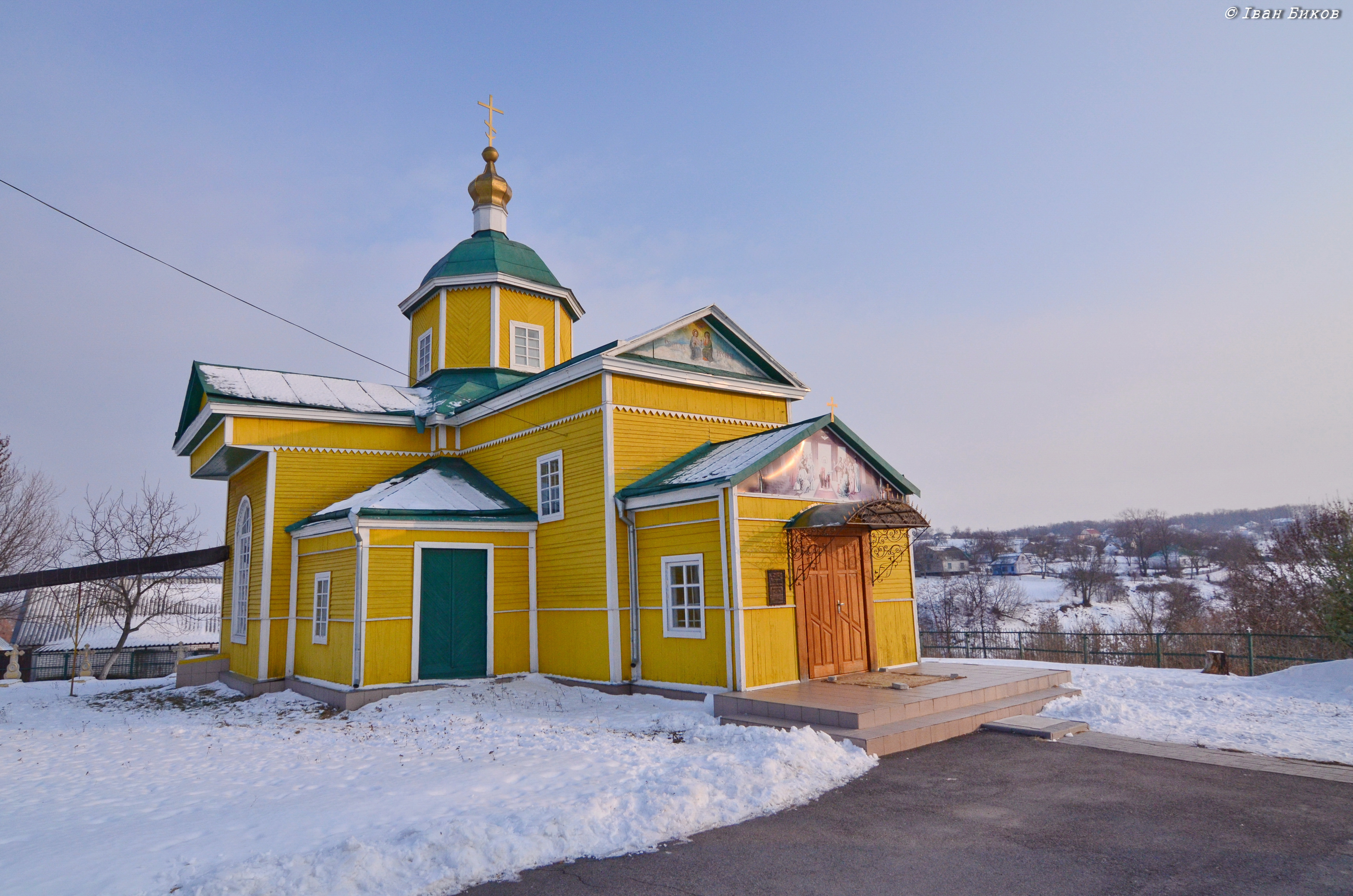
Церковь Святого Духа

Шка́ровка (укр. Шкарівка) — село, входит в Белоцерковский район Киевской области Украины.
Население по переписи 2001 года составляло 2291 человек. Телефонный код — 4563.

## Местный совет
09170, Киевская обл., Белоцерковский р-н, с. Шкаровка, ул. Мира, 4